# Station Murów
Station Murów is een spoorwegstation in de Poolse plaats Murów.